# 플라서 & 토이러
플라서 & 토이러(독일어: Plasser & Theurer)는 오스트리아의 선로 공사 및 보수용 기계를 만드는 회사이다. 본사는 빈에, 공장은 린츠(Linz)에 있다. 유럽은 물론 러시아, 아프리카, 아메리카, 아시아 등 세계 각지로 수출되고 있다.

## 역사
1953년에 9명이 회사를 설립했다. 회사를 설립한 엘리자베트 맥스-토이러가 30%, 토이러의 남편인 요제프가 30%, 도로테아 토이러와 한스-외르크 홀레이스가 각각 20%씩 회사를 소유하고 있다. 이 회사는 현재 100개 이상의 나라에 진출하였다. 테제베가 최고속도 기록을 세울 때 사용한 철로를 이 회사가 만들었다.

## 제품
이 회사는 가공 전차선의 유지 보수 설비 및 그와 관계된 장비들을 제조하기도 했다. 다른 제품으로는 철도 교량 점검 및 수리하는 기계가 있다.
- ATP 500-C 플래시-버트 용접 기계[5]

## 각주

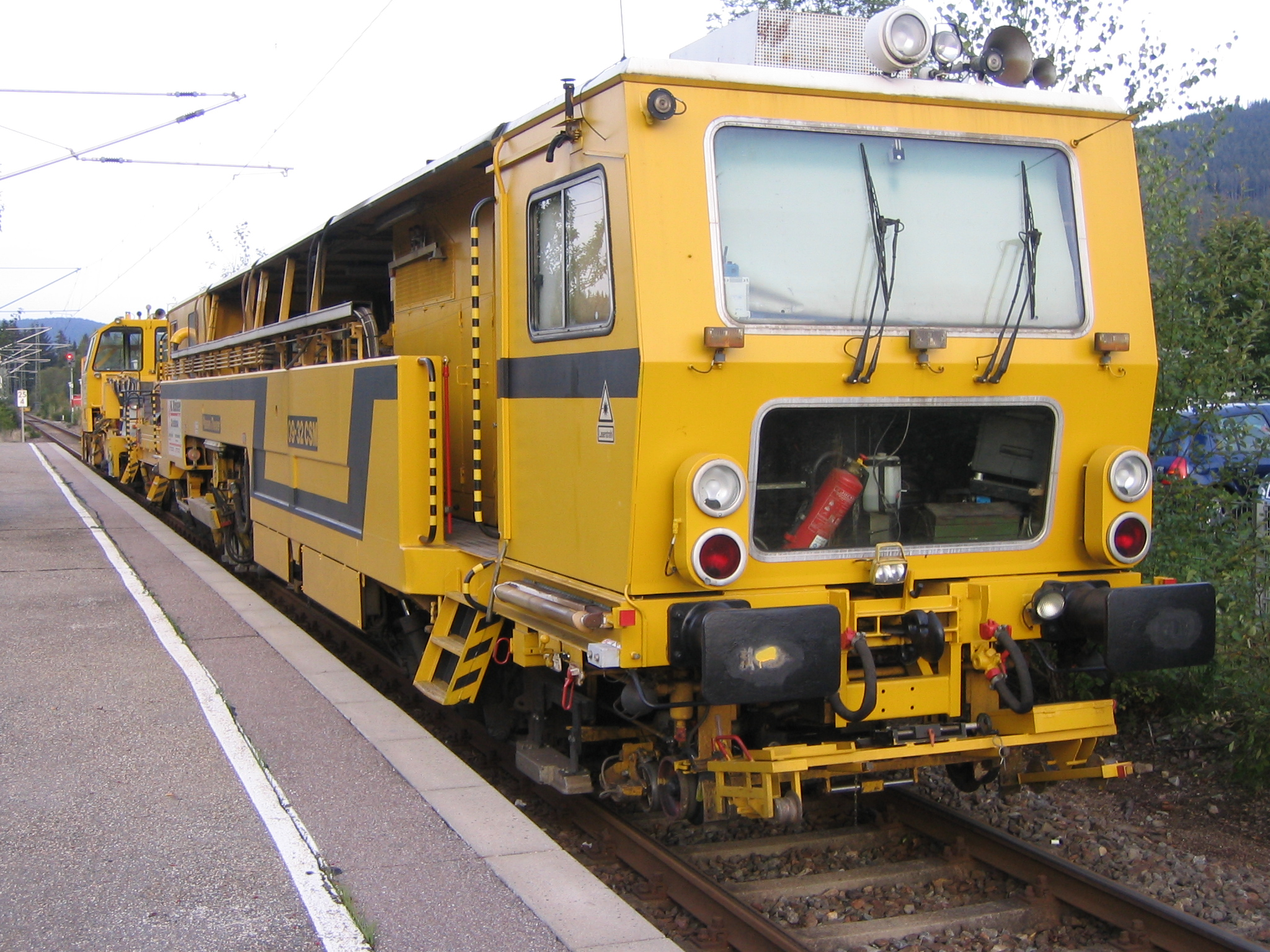
스위스에서 운용 중인 플라서 & 토이러 사의 밸러스트 탬퍼